# Distretti del Turkmenistan
I distretti del Turkmenistan sono la suddivisione territoriale di secondo livello del Paese, dopo le province, e sono pari a 59.

## Lista
Città di Aşgabat 
| Distretto                | Capoluogo |
| ------------------------ | --- |
| Distretto di Abadan      | Abadan (già Buzmein, Abadan)                                                                                    |
| Distretto di Archabil    | Archabil (istituito dall'aggregazione dei distretti di Archabil, Chandybil e di parte del distretto di Abadans) |
| Distretto di Berkararlyk | Berkararlyk (già Azatlyk, Sovetskiy)                                                                            |
| Distretto di Bagtyyarlyk | Bagtyyarlyk (già President Niyazov, Lenin)                                                                      |
| Distretto di Kopetdag    | Kopetdag (già Proletarskiy)                                                                                     |

 Provincia di Ahal 
| Distretto                                                        | Capoluogo              |
| ---------------------------------------------------------------- | ---------------------- |
| Distretto di Akbugdaý                                            | Akbugdaý (già Gäwers)  |
| Distretto di Babadaýhan                                          | Babadaýhan             |
| Distretto di Baharly                                             | Baharly (già Bäherden) |
| Distretto di Ruhabat (già distretto di Derweze dal 2001 al 2013) | Ruhabat                |
| Distretto di Gökdepe                                             | Gökdepe                |
| Distretto di Kaka                                                | Kaka                   |
| Distretto di Sarahs                                              | Sarahs                 |
| Distretto di Tejen                                               | Tejen                  |

 Provincia di Balkan
| Distretto                               | Capoluogo                  |
| --------------------------------------- | -------------------------- |
| Distretto di Bereket                    | Bereket (già Gazanjyk)     |
| Distretto di Esenguly                   | Esenguly                   |
| Distretto di Etrek (già Gyzyletrek)     | Gyzyletrek                 |
| Distretto di Magtymguly (già Garrygala) | Magtymguly (già Garrygala) |
| Distretto di Serdar (già Gyzylarbat)    | Serdar                     |
| Distretto di Türkmenbaşy                | Türkmenbaşy                |
| Distretto di Türkmenbaşy                | Türkmenbaşy                |

 Provincia di Daşoguz 
| Distretto                                   | Capoluogo                                  |
| ------------------------------------------- | ------------------------------------------ |
| Distretto di Akdepe                         | Akdepe                                     |
| Distretto di Boldumsaz                      | Boldumsaz                                  |
| Distretto di Görogly (già Tagta)            | Görogly (già Tagta)                        |
| Distretto di Gubadag                        | Gubadag                                    |
| Distretto di Gurbansoltan Eje (già Ýylanly) | Ýylanly                                    |
| Distretto di Köneürgenç                     | Köneürgenç                                 |
| Distretto di Saparmyrat Nyýazow             | Saparmyrat Nyýazow (già Dashoguz/Dashowuz) |
| Distretto di Saparmyrat Türkmenbaşy         | Saparmyrat Türkmenbaşy                     |

 Provincia di Lebap
| Distretto                                                | Capoluogo                |
| -------------------------------------------------------- | ------------------------ |
| Distretto di Kerki                                       | Kerki                    |
| Distretto di Beýik Türkmenbashy (già Saparmyrat Nyýazow) | Saparmyrat               |
| Distretto di Darganata                                   | Darganata                |
| Distretto di Farap                                       | Farap                    |
| Distretto di Galkynyş                                    | Galkynyş (già Dänew)     |
| Distretto di Garabekewül                                 | Garabekewül              |
| Distretto di Garaşsyzlyk (già Boýnyuzyn)                 | Boýnyuzyn                |
| Distretto di Halaç                                       | Halaç                    |
| Distretto di Hojambaz                                    | Hojambaz                 |
| Distretto di Köýtendag                                   | Köýtendag (già Çarşaňňy) |
| Distretto di Magdanly                                    | Magdanly                 |
| Distretto di Sakar                                       | Sakar                    |
| Distretto di Saýat                                       | Saýat                    |
| Distretto di Serdarabat (già Türkmenabat/Çärjew)         | Türkmenabat              |
| Distretto di Seýdi                                       | Seýdi                    |

 Provincia di Mary
| Distretto                            | Capoluogo   |
| ------------------------------------ | ----------- |
| Distretto di Baýramaly               | Baýramaly   |
| Distretto di Karakum                 | Karakum     |
| Distretto di Mary                    | Mary        |
| Distretto di Murgap                  | Murgap      |
| Distretto di Oguzhan (già Nyýazow)   | Gulanly     |
| Distretto di Sakarçäge               | Sakarçäge   |
| Distretto di Serhetabat (già Gushgy) | Serhetabat  |
| Distretto di Tagtabazar              | Tagtabazar  |
| Distretto di Türkmengala             | Türkmengala |
| Distretto di Wekilbazar              | Mollanepes  |
| Distretto di Ýolöten                 | Ýolöten     |